# Alien Hunter
Alien Hunter (en Latinoamérica: Cacería extraterrestre) es una película de ciencia ficción estadounidense/búlgara de 2002 dirigida por Ronald Krauss, producida por David Yost y protagonizada por James Spader, Carl Lewis y Leslie Stefanson. Se centra en una extraña señal recibida en la Antártida y transmitida a los Estados Unidos que resulta ser un mensaje encriptado de procedencia extraterrestre. En el sitio Rotten Tomatoes, la película tiene un rating aprobatorio de 2.5 sobre 5.

## Sinopsis
En 1947, en Nuevo México, un operador de radio recibe una señal extraña, proveniente de Roswell. Decide investigar el origen de la señal y sale a seguirla, desapareciendo misteriosamente.
En la actualidad, la misma señal se recibe desde el Polo Sur y luego se retransmite desde las Islas Malvinas a los Estados Unidos. Una imagen de satélite captura un objeto desconocido sentado en la nieve antártica. El criptólogo Julian Rome (James Spader), un profesor de la Universidad de California, Berkeley, es invitado a investigar el misterio. Él es enviado a una base de investigación antártica, que incluye un gran invernadero de plantas modificadas genéticamente que están siendo estudiadas por los científicos. Encuentran lo que parece ser un vehículo alienígena congelado en un gran bloque de hielo. El objeto desconocido tiene forma de concha o vaina y emite la misteriosa señal encriptada. Una vez que se libera del hielo, Julian descubre que tiene una poderosa carga eléctrica estática en su superficie y conmociona dolorosamente a cualquiera que lo toque.
Julian intenta descifrar la señal, mientras que otro equipo trabaja para abrir el caparazón alienígena. Logran cortar la tapa, lo que permite que se derrame un líquido viscoso extraterrestre. Un extraterrestre también escapa y al mismo tiempo un virus aerotransportado sellado en el caparazón mata a cuatro miembros del equipo científico. El virus también mata a todas las plantas, haciéndolas marchitarse, mediante una velocidad de transmisión inusualmente alta y una virulencia extrema.
El gobierno es consciente del virus alienígena y del riesgo global que representa. Piden a un submarino nuclear ruso que dispare un misil nuclear en la base antes de que la amenaza se propague. Cuando el submarino se acerca a su posición de disparo, Julien logra comunicarse con el alienígena, antes de que desafortunadamente sea asesinado por uno de los sobrevivientes. Julian se da cuenta de que si alguno de los sobrevivientes sale vivo de la base, el letal virus alienígena causará una pandemia que destruirá toda la vida en la tierra. Apenas unos segundos antes de que los misiles golpeen, él y otras tres personas, Shelly, Kate y el Dr. Gierach, son rescatados de la base por una nave alienígena (que se había enfocado en la misma señal que Julian estaba estudiando).
A continuación, el gobierno monta una campaña de encubrimiento afirmando que un reactor nuclear experimental en la base se fundió, destruyendo todas las instalaciones y matando a todos. La película termina con la nave espacial extraterrestre, que todavía lleva a los supervivientes humanos, dejando el sistema solar.

## Reparto
- James Spader como Julian Rome.
- Janine Eser como Kate Brecher.
- John Lynch como Michael Straub.
- Nikolay Binev como Alexi Gierach.
- Leslie Stefanson como Nyla Olson.
- Aimee Graham como Shelly Klein.
- Stuart Charno como Abell.
- Carl Lewis como Grisham.